# CIAN
CIAN(2001년 ~)은 대한민국의 래퍼다. 이전 예명은 Wavy였다.

#비트와 밀당한 3번째 래퍼

## 학력
- 부산 영남중학교
- 부산 경일고등학교

## 방송
- 고등래퍼 2 (2018) - Top32
- 쇼미더머니 777 (2018) - 래퍼 평가전 탈락
- 배워서 남줄랩 (2018)
- 고등래퍼 3 (2019) - Top32
- 쇼미더머니 9 (2020) - 1차 예선 탈락

## 음반
- Divin' (2018)
- Divin' To The Forest (2018)
- DASH! (2019)
- HAN (2021)
- Ear Dream Pt.1 (2022)
- 너 정도 쯤이야 (2022)